# Adore Delano
Adore Delano (Azusa, California; 29 de septiembre de 1989) es una drag queen, cantautora, youtuber y actriz estadounidense. Apareció como concursante en la séptima temporada de American Idol en 2008 como Danny Noriega. También compitió en la sexta temporada de RuPaul s Drag Race, convirtiéndose en la favorita entre los aficionados logrando ser finalista del concurso. Lanzó su primer álbum de estudio, Till Death Do Us Party, en 2014, seguido de After Party (2016) y Whatever (2017).

## Biografía
Creció en Azusa, California, donde asistió al Sierra High School. Salió del armario con 12 años. Es una persona de género no binario, y opina que "el género no es una cosa real... es algo que crearon para categorizar y controlar a la gente".

### Carrera artística

#### American Idol
En 2008, Noriega apareció en la sexta temporada de American Idol, llegando hasta las semifinales. Se hizo conocida por su personalidad extravagante y por su atrevida relación con los jueces, en particular por un comentario hacia Simon Cowell que más tarde se hizo viral. Después de verla en American Idol, Rosie O'Donnell le invitó a actuar en el crucero de su empresa R Family Vacations. Ellen DeGeneres también invitó a Noriega a participar en su show.
| Fase      | Tema            | Canción elegida   | Artista original             | Resultado   |
| --------- | --------------- | ----------------- | ---------------------------- | ----------- |
| Audición  | Elección propia | "Proud Mary"      | Creedence Clearwater Revival | Clasificado |
| Hollywood | Elección propia | "When I Need You" | Albert Hammond               | Clasificado |
| Top 24    | Los 60s         | "Jailhouse Rock"  | Elvis Presley                | Salvado     |
| Top 20    | Los 70s         | "Superstar"       | Delaney & Bonnie             | Salvado     |
| Top 16    | Los 80s         | "Tainted Love"    | Gloria Jones                 | Eliminado   |

Tras American Idol, Noriega se convirtió en una personalidad de YouTube, actuando en sketches como él mismo, o como la drag queen Adore Delano, o Angel Baby, otro de sus personajes drag. En junio de 2009, Noriega lanzó el vídeo musical de su canción "24/7", que cuenta con Diamonique, su hermana.
Después de ver a Raven, concursante de RuPaul s Drag Race, en la discoteca Micky's en West Hollywood, Delano se animó a concursar en una competición drag en ese mismo local, ganando. Tras esta victoria, comenzó su carrera en el Sur de California como Adore Delano, personaje inspirado en los íconos de la infancia de Delano: Anna Nicole Smith, Elvira y Miss Piggy. Junto con otros concursantes de RuPaul's Drag Race, Adore participó en el desfile de Marco Marco en la Semana de la Moda de Los Ángeles en 2013.

#### RuPaul's Drag Race
En diciembre de 2013, Logo anunció que Adore Delano estaba entre las 14 de drag queens que concursarían en la sexta temporada de RuPaul s Drag Race. Adore había intentado ingresar en la temporada anterior mediante el voto de los seguidores, pero la votación la ganó Penny Tration.
A pesar de un lento comienzo, Delano ganó tres retos y se convirtió en finalista junto con Courtney Act y Bianca Del Rio, siendo esta última la ganadora de la temporada.

#### Carrera musical
Tras la final de Drag Race, Delano se lanzó el sencillo "DTF" el 20 de mayo de 2014, como el primer sencillo de su álbum debut "Till Death Do Us Party", lanzado el 3 de junio de 2014, llegando a ser número tres en la lista US Dance/Electronic Albums, 11 en la US Independent Albums y 59 en el Billboard 200, haciendo de Delano la concursante de RuPaul's Drag Race más exitosa musicalmente.
Durante el resto de 2014, Delano se centró principalmente en la promoción del álbum, el lanzamiento de vídeos musicales para la mayoría de sus canciones, incluyendo "I Adore U", que alcanzó el puesto 49 en el US Billboard Dance/Electronic Songs.
En noviembre de 2014, Delano anunció que estaba trabajando en su segundo álbum. En lo que respecta al sonido del disco, dijo que «va a ser un poco más serio. He pasado por un montón de mierda de este año – me enamoré, tuve la oportunidad de viajar por el mundo, mi papá falleció, quiero escribir sobre mierda auténtica. Es más oscuro, creo, pero aún sigo siendo yo». En mayo de 2015, Delano anunció que había empezado a escribir canciones para el álbum.
En agosto de 2015, Delano habló con el magacine en línea So So Gay, revelando que su doble álbum contaría con 22 canciones y sería lanzado en algún momento de 2016. Pero rectificó en una posterior entrevista con Queen Magazine, lo que confirmó que la mitad de las canciones podrían ser utilizadas para otro álbum.
En sus giras ha cantado "I Can't Love You", canción que trata «acerca de no ser capaz de entregarse completamente a alguien. Es una canción triste».
El 17 de noviembre de 2015, Delano confirmó a través de Twitter, y más tarde a través de Facebook que su próximo álbum se titularía "After Party". El disco se puso en preventa en Amazon Music, con una fecha de lanzamiento el 11 de marzo de 2016. El primer sencillo, "Dynamite", fue publicado el 26 de febrero de 2016, el segundo sencillo, "Take Me", el 10 de marzo, y el tercero, "I.C.U.," el 1 de septiembre.
Adore fue una de las diez concursantes de la segunda temporada de RuPaul's Drag Race: All Stars, pero trasduras críticas, abandonó la competición en el segundo episodio.
Su tercer álbum, "Whatever", fue lanzado en 2017, y su sencillo principal ha sido "Negative Nancy".

#### Pleito judicial
El 4 de abril de 2017, Delano presentó una demanda contra Producer Entertainment Group, alegando que había ganado 2.500.500$ en los últimos tres años, y solo había recibido alrededor de 300.000$.

## Discografía
- Till Death Do Us Party (2014)
- After Party (2016)
- Whatever (2017)
- Dirty Laundry (2021)

## Tours
Como cabeza de cartel
- Till Death Do Us Party Tour (2014-2015)
- After Party UK Promo Tour (2016)
- After Party Tour (2016-2017)
- Birthday Tour (2017)
- Whatever Tour (2017-2018)

Co-cabeza de cartel
- Battle of the Seasons 2015 Condragulations Tour (2015)
- Battle of the Seasons 2016 Extravaganza Tour (2016)

## Premios y nominaciones
| Año  | Premio                        | Resultado | Ref.   |
| ---- | ----------------------------- | --------- | ------ |
| 2014 | America's Next Drag Superstar | Nominada  |        |
| 2016 | Drag Queen of the Year        | Nominada  | [ 22 ] |

## Filmografía

### Películas
| Título       | Año  | Director         | Notas                                       | Ref. |
| ------------ | ---- | ---------------- | ------------------------------------------- | ---- |
| Dragged      | 2015 | Christopher Birk | En producción                               |      |
| TupiniQueens | 2015 | João Monteiro    | Documental acerca del mundo drag en Brasil. |      |

### Televisión
| Title                         | Año       | Notas                                   | Ref.   |
| ----------------------------- | --------- | --------------------------------------- | ------ |
| American Idol                 | 2008      |                                         | [ 23 ] |
| The Ellen DeGeneres Show      | 2008      |                                         |        |
| RuPaul's Drag Race            | 2014      | Temporada 6 – Finalista                 |        |
| RuPaul's Drag Race: Untucked  | 2014      | Detrás de cámaras de RuPaul's Drag Race |        |
| Chasing Life                  | 2015      |                                         |        |
| RuPaul's Drag Race: All Stars | 2016      | Temporada 2 – 9º puesto (abandono)      |        |
| Ex on the Beach               | 2019-2020 | Temporada 4 – Elenco principal          |        |

### Web series
| Título             | Año  | Notas                    | Ref.   |
| ------------------ | ---- | ------------------------ | ------ |
| Let the Music Play | 2014 |                          | [ 24 ] |
| Hey Qween          | 2015 | Episodio: "Adore Delano" |        |

### Vídeos musicales
| Título                 | Año  | Artista invitado | Director      | Ref. |
| ---------------------- | ---- | ---------------- | ------------- | ---- |
| Oh No She Better Don't | 2014 | RuPaul           | Steven Corfe  |      |
| Sissy That Walk        | 2014 | RuPaul           | Steven Corfe  |      |
| Mean Gays              | 2014 | Courtney Act     | Kain O'Keeffe |      |
| The T                  | 2016 | Alaska           | Ben Simkins   |      |